# 香山水库 (新县)
香山水库是中国河南省信阳市新县新集镇境内的一座水库，位于田铺河上，建于1973年。水库正常库容为5071万立方米，集雨面积为73平方千米，海拔为163米。